# Измеритель добротности

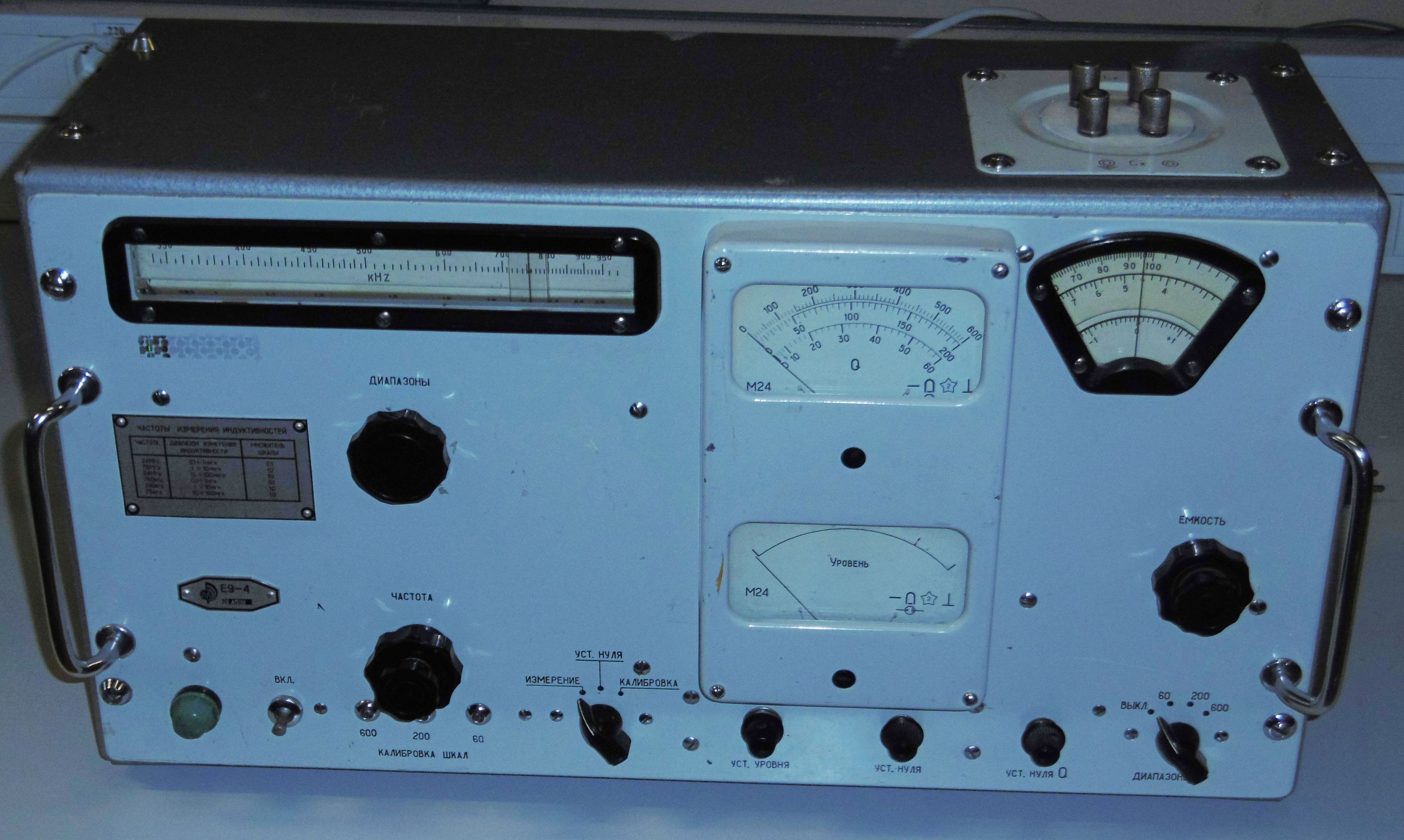
Измеритель добротности Е9-4

Измеритель добротности (Q-метр, куметр) — радиоизмерительный прибор для определения добротности элементов электрических цепей.

## Применение
Измерители добротности применяются для измерения добротности и межвитковой ёмкости катушек, ёмкости и тангенса угла потерь конденсаторов, добротности и собственной резонансной частоты контуров, импеданса, а также для исследования свойств диэлектриков.

## Принцип действия
Измеритель добротности представляет последовательный колебательный контур, образованный катушкой индуктивности, параметры которой измеряются, и образцовым конденсатором переменной ёмкости, обеспечивающим настройку контура в резонанс на частоте питающего напряжения. Значение индуктивности {\displaystyle L_{x}} равно:
{\displaystyle L_{x}={\frac {1}{4\pi ^{2}f^{2}C_{0}}}}
где {\displaystyle f} — частота, {\displaystyle C_{0}} — ёмкость образцового конденсатора

## Примеры

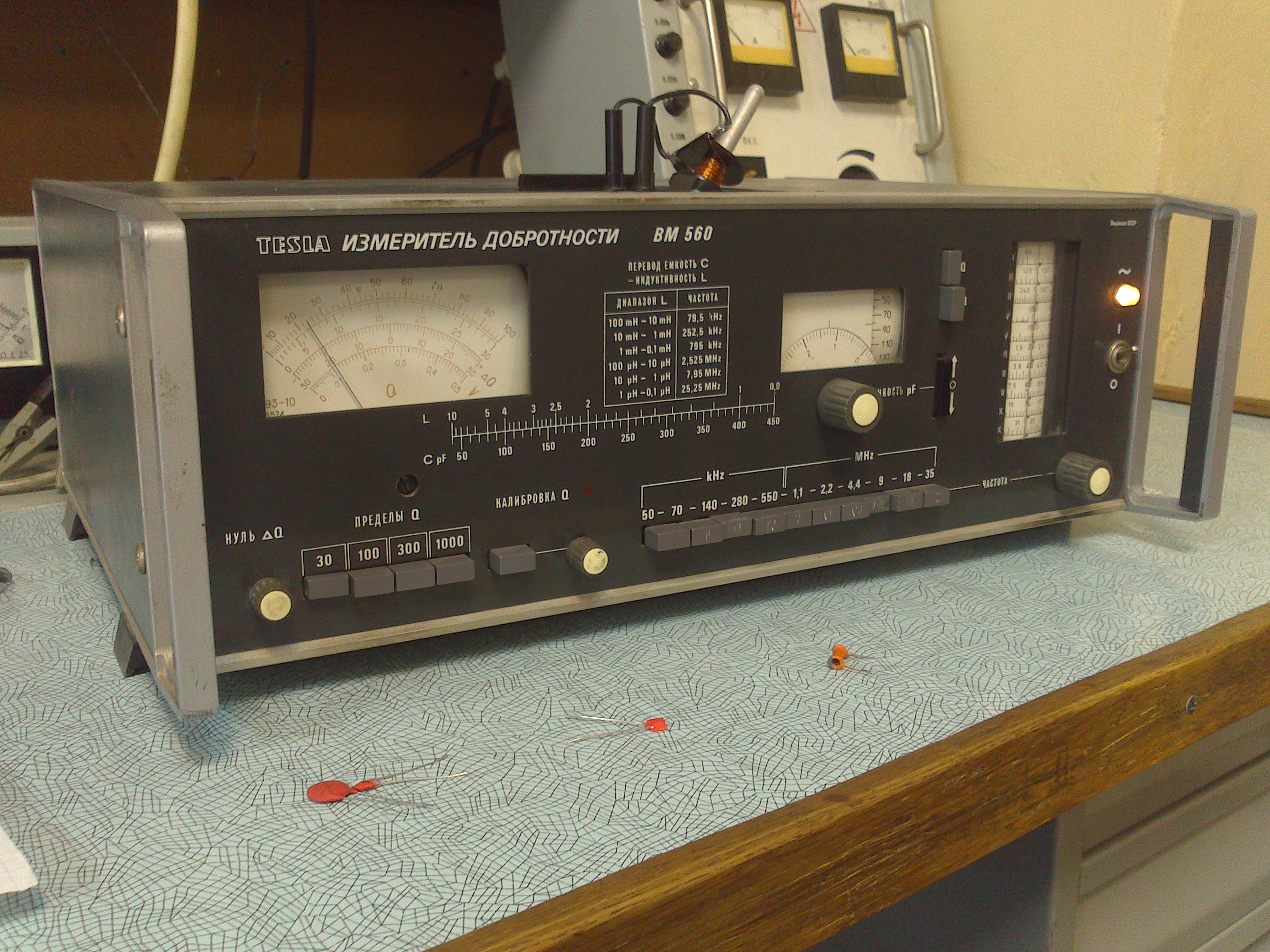
Измеритель добротности Tesla BM-560

- Е4-10 (1…100) — кГц
- Е4-11 (30…300) — МГц
- Е9-4 — 50 кГц…35 МГц
- ВМ 560 — от 50 кГц до 35 МГц
- MQ-16011 — от 15,5 кГц до 50 МГц

## Основные нормируемые характеристики
- Диапазон частот измерения
- Диапазон измерения добротности и допустимая погрешность измерения
- Диапазон измерения ёмкости и допустимая погрешность измерения
- Диапазон измерения индуктивности и допустимая погрешность измерения